# ノルウェー・インシデント
ノルウェー・インシデント（英: Norwegian rocket incident）は、1995年1月25日にノルウェーと米国の研究チームがノルウェー北西岸のアンドーヤロケット発射場から4段の観測ロケットとしてブラック・ブラント XII ロケットを打ち上げた時に起こり、「ブラック・ブラントの恐怖」(Black Brant scare)とも呼ばれる事件。このロケットにはスヴァールバル諸島でのオーロラの光を観測するための科学機器が積まれており、北向きに高く上がる軌道をとっていたが、それは米国ノースダコタ州のミニットマンIIIの核ミサイル基地からはるばるロシアの首都モスクワを攻撃する弾道経路と重なっていた。ロケットはやがて高度1,453キロメートルに達し、あたかも米海軍の潜水艦が発射したトライデント・ミサイルのようになった。これによりロシアの核抑止部隊は高度警戒態勢に入り、ロシア側のレーダーを無効化する高高度核攻撃を恐れ、核攻撃命令を下すためのブリーフケース「チェゲト」がエリツィン大統領のもとへ運ばれ、彼は米国へ報復核攻撃を行なうか否かの決断を迫られた。結局、ロシアの観測員らはロケットが核攻撃ではないと結論を出し、報復命令は下されなかった。

## 背景
この事件は、冷戦終結から約4年後に起こった、ポスト冷戦期の核危機の一幕だった。日本では前週に発生した阪神・淡路大震災の話題で連日占められていたこともあり、1962年のキューバ危機や、1983年にソ連で核攻撃の哨戒システムが誤作動した事件ほどには知られていないが、この1995年の事件は核戦争につながりかねなかった最も深刻な事故の一つとみなされている。当時は多くのロシア人、特に軍関係者は、いまだ米国とNATOに強い警戒心を抱いていた。

## 探知
打ち上げられたブラック・ブラントが高度を上げると、ムルマンスクのオレネゴルスにある早期警戒レーダーがそれを探知した。その速度と飛行パターンからして、ロケットはあたかも米海軍の潜水艦から発射されたトライデント・ミサイルのようにレーダー操作員らには見えたことから、ロシア軍はまずこのロケットの軌道を潜水艦からのミサイル攻撃の前触れではないかと誤解した。

### EMP ロケットの場合
可能性の一つとして、レーダーを無効化する電磁波(EMP)兵器をトライデント・ミサイルに搭載して海から一発発射し、奇襲の第一段階としてロシアのレーダー網をくらませるという事が考えられた。この場合、高高度での核爆発から降り注ぐガンマ線が非常に強力な電磁波となり、これによりレーダー網は混乱し電子機器は使用不能になる。この戦法を用いる場合、それから本当の攻撃が始まる。

### 段の切り離し後
ロケットの段が切り離された時、レーダー上ではロケットはMIRV（複数の弾頭を備えた弾道ミサイル）のように見えた。ロシアの司令部はこのロケットがロシアの方角でなく海上へ出て行っているとすぐには認識できなかった。ロケットの軌道の追跡は8-10分間にわたり、それが差し迫る攻撃へ核で反撃するか否かを決める時間だった。バレンツ海の潜水艦から発射されるトライデント・ミサイルはロシア本土に10分以内で到達可能だった。

## 対応
この事態から最高レベルの警戒態勢が軍の指揮系統をはるばる遡ってエリツィン大統領にまで達し、核攻撃の承認に使われるチェゲトが手筈どおり起動された。エリツィンは「核の鍵」を初めて起動させた。この時ロシアの一般国民には何も知らされることはなく、一週間後のニュースで報じられた。
この警戒態勢の結果、ロシアの潜水艦部隊の司令らは、臨戦態勢に入り核による報復を準備するよう命じられた。
その後しばらくして、ロシアの観測員らはロケットがロシアの領空から遠ざかり脅威でないことを確信することができた。ロケットは発射から24分後、スピッツベルゲン島の近くへ予定通り落下した。
この事件は、核保有国が核のブリーフケースを起動し、核攻撃の開始を準備した、最初かつ今のところ唯一知られる事例である。

## 事前通知
ノルウェーと米国の科学者らは、科学機器をロケットに載せて高高度に打ち上げる計画を、ロシアを含む30ヵ国へあらかじめ通知していた。しかしその情報がレーダー操作員には伝わっていなかったのである。この事件の後、通知と開示に関する手順は再検討され再設計された。その後1999年に行われた同型機の打ち上げでは、通常の通知とは別に米国側が独自ルートでロシアの軍当局に対し打ち上げに関する情報を流して周知徹底したため、1995年のようにロシア軍が観測ロケットを核ミサイルと誤認する事態は起こらなかった。

## 関連文献
- Forden, Geoffrey. "Reducing a Common Danger." Policy Analysis Paper (CATO #399, 2001) online